# أليخاندرا غارسيا
أليخاندرا غارسيا (بالإسبانية: Alejandra García) هي لاعبة قفز طويل أرجنتينية، ولدت في 13 يونيو 1973 في بوينس آيرس في الأرجنتين.

## وصلات خارجية
- أليخاندرا غارسيا على موقع الاتحاد الدولي لألعاب القوى (الإنجليزية)
- أليخاندرا غارسيا على موقع أوليمبيديا (الإنجليزية)